# バヌーヒラル
バヌーヒラル族（バヌーヒラルぞく、英: Banu Hilal）とは、アラブ・ベドウィンの部族である。
11世紀に、ファーティマ朝からシーア派を捨てたズィール朝を懲罰すべく上エジプトから遠路送り込まれ、速やかに首都ケルアンを陥落させるなど壊乱状態に陥らせ、そして彼らはそのまま北アフリカに住み着くこととなった。この移住の動機には中世の温暖期の終わりで上ナイルの環境が変わってしまったこともある、という説がある。彼らの移住はマグリブ地域において言語学的、文化的、民族的に大きな変化をもたらすこととなり、また農業が主産業であったこの地に遊牧業を広めることとなった。イブン・ハルドゥーンは彼らの破壊による土地の荒廃が砂漠化を齎した、と記している。